# Maria Peters
Maria C. Peters (Willemstad (Curaçao), 30 maart 1958) is een Nederlandse filmproducente, filmregisseuse en scenarioschrijfster. Hiernaast is zij een van de grondleggers van de Shooting Star Filmcompany.
Peters studeerde rechten aan de Universiteit van Amsterdam. Na haar kandidaatsexamen studeerde ze aan de Nederlandse Filmacademie waar ze in 1983 examen aflegde met de (korte) speelfilm Alle vogels vliegen.
In de jaren na haar examen werkte Maria Peters mee aan diverse producties, zoals Abel (1986), Honneponnetje (1988) en De orionnevel (1987).
In 1987 richtte ze samen met haar man Dave Schram en Hans Pos de filmproductiemaatschappij Shooting Star Filmcompany op die aan de Prinsengracht in Amsterdam werd gevestigd.
Peters is de moeder van de acteurs Quinten en Tessa Schram.

## Filmografie

### Regie
- 2018 - De Dirigent
- 2012 - De groeten van Mike!
- 2011 - Sonny Boy
- 2006 - Afblijven
- 2004 - My Skateboard
- 2003 - Pietje Bell 2: De Jacht op de Tsarenkroon
- 2002 - Pietje Bell: De film
- 2001 - Eerste kind op de maan
- 1999 - Kruimeltje
- 1998 - Een echte hond
- 1997 - De Angst van Zorg
- 1997 - Lovely Liza
- 1995 - De Tasjesdief
- 1983 - Alle vogels vliegen
- 1981- Schijntijd

### Scenario
- 2013 - Spijt!
- 2012 - De groeten van Mike!
- 2011 - Sonny Boy
- 2009 - Lover of loser
- 2008 - Radeloos
- 2007 - Timboektoe
- 2006 - Afblijven
- 2005 - My Skateboard
- 2003 - Pietje Bell 2: De Jacht op de Tsarenkroon
- 2002 - Pietje Bell: De film
- 1999 - Kruimeltje
- 1998 - Een echte hond
- 1995 - De Tasjesdief
- 1983 - Alle vogels vliegen
- 1981- Schijntijd

### Producent
- 2012 - De groeten van Mike!
- 2011 - Sonny Boy
- 2009 - Lover of loser
- 2009 - Rico's Vleugels
- 2008 - Filmspot
- 2008 - Radeloos
- 2007 - Kapitein Rob en het geheim van professor Lupardi
- 2007 - Timboektoe (Naar het boek van Carry Slee)
- 2006 - Afblijven
- 2006 - Ongewisse Tijd
- 2006 - Boks
- 2005 - Dalziel and Pascoe (Wrong time, wrong place. Met o.a.: Jeroen Krabbé, Johanna Ter Steege, Pierre Bokma, Ellen ten Damme, Sabri Saad El-Hamus, Joep Sertons en Michiel Huisman)
- 2005 - Film(s)hit
- 2005 - My Skateboard
- 2003 - Pietje Bell 2: De Jacht op de Tsarenkroon
- 2002 - Spagaat
- 2002 - Pietje Bell, de film
- 2002 - Bella Bettien
- 2001 - Baby Blue
- 2001 - Eerste kind op de maan
- 1999 - Kruimeltje
- 1999 - Johnny ATB
- 1998 - Left Luggage (regie: Jeroen Krabbé, met hoofdrollen van o.a. Isabella Rossellini, Maximilian Schell, diverse malen internationaal bekroond)
- 1998 - De Pijnbank
- 1998 - Een echte hond
- 1997 - Lovely Liza
- 1996 - Blind Date
- 1995 - De Tasjesdief
- 1995 - Brylcream Boulevard
- 1994 - De nietsnut
- 1992 - Transit
- 1992 - Daens (regie: Stijn Coninx, in 1992 genomineerd voor de Academy Award 'best foreign language film')
- 1990 - Spelen of sterven
- 1989 - Loos

- Gemeinsame Normdatei: 1027500668
- International Standard Name Identifier: 0000 0003 6881 357X
- Nationale Bibliotheek van Tsjechië: xx0278117
- Nederlandse Thesaurus van Auteursnamen: 091407052
- Virtual International Authority File: 7051159248234304870001